# 江沼チヱン製作所
株式会社江沼チヱン製作所（えぬまチエンせいさくしょ、英: ENUMA CHAIN MFG.CO.,LTD.）は、石川県加賀市に本社を置く企業である。
モーターサイクルや産業機械用のローラーチェーンを生産している。販売主力製品である農業機械用チェーンの生産では国内トップシェアを占め、モーターサイクル用チェーンでは川崎重工業、フォークリフト用チェーンに関しても市場シェアが高い。
モーターサイクル用チェーンに関しては、1974年に世界で初めてOリングを用いたシールチェーンを開発し、チェーンの寿命の革命を起こした企業である。
2009年には鍛造加工プレートを採用した“ThreeD”の開発及び販売を始め、従来のモーターサイクル用チェーンから軽量と強度を上回る製品を開発したことにより、グッドデザイン賞特別賞中小企業庁庁官賞を受賞。
2011年には縦揺れにも対応した小型免震装置“ゆれナイト”を販売開始。2011年にタイ国販売会社、2013年に米国販売会社を開設。

## 沿革

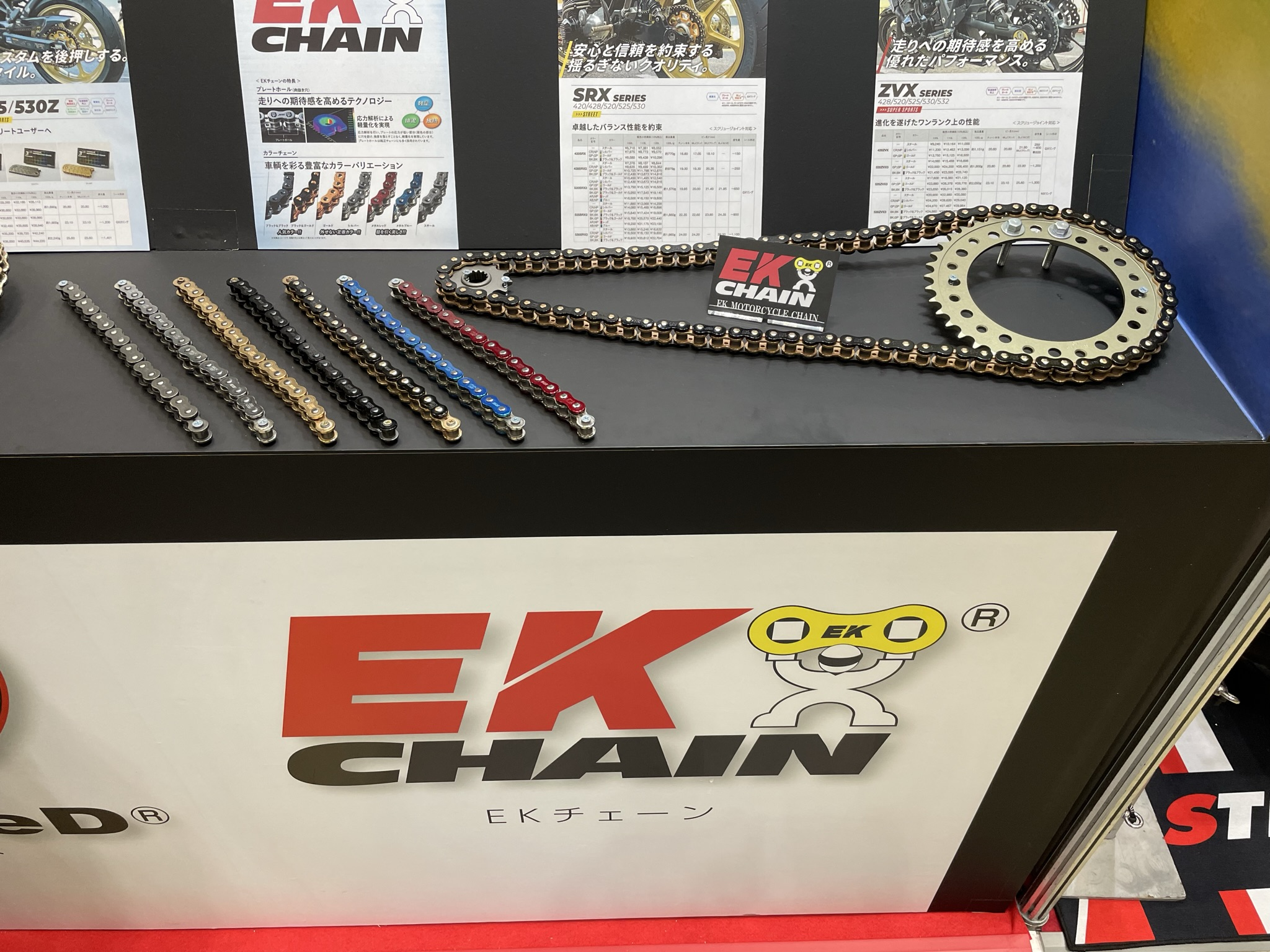
江沼チヱン製作所製モーターサイクル用チェーン

- 1941年 - 有限会社江沼合同製作所として創業。
- 1944年 - 株式会社江沼製作所に改称。
- 1946年 - 自転車用チェーン、リムの生産・販売開始。
- 1951年 - 株式会社江沼チヱン製作所となる。
- 1954年 - 自転車用チェーンの日本工業規格表示許可工場の認定を受ける。
- 1955年 - 伝動用ローラチェーン（中型）の日本工業規格表示許可工場の認定を受ける。
- 1958年 - 農業機械用特殊チェーン及びコンベヤー用チェーンの生産開始。
- 1971年 - 伝動用ローラチェーン（小型）の日本工業規格表示許可工場の認定を受ける。
- 1974年 - O-RINGを用いたオイルシール付耐久チェーンの開発。
- 1989年 - 二子塚工場操業開始。
- 1990年 - 新工場での全面操業開始。
- 1997年 - ISO-9001の認証を取得する。
- 1998年 - コンベアー装置部門、仕分システムの受注生産開始。
- 2002年 - ISO-9001（2000年改訂版）の認証を取得する。
- 2009年 - オートバイ用ドライブチェーン“ThreeD”がグッドデザイン賞特別賞を受賞する。
- 2011年 - 小型免震装置“ゆれナイト”の発売を開始する。
- 2011年 - タイ（チョンブリ）に販売拠点“Thai ENUMA”を設立
- 2013年 - アメリカ（ラスベガス）に販売拠点“EK USA”を設立
- 2015年 - “Thai ENUMA”タイ（チョンブリ）の販売拠点をバンコクに移転

## 所在地
- 本社・工場 （〒922-8678 石川県加賀市上河崎町300番地）
- 二子塚工場 （〒922-0325 石川県加賀市二子塚町ヌ35番地）
- 名古屋営業所（〒460-0008 愛知県名古屋市中区栄1丁目22番16号 ミナミ栄ビル513号）

## 関連会社
- 株式会社江沼精機製作所（〒922-0325 石川県加賀市二子塚町ヌ35番地）
- Thai Enuma Co.,Ltd（162/2 pattanakam 78,prawet,prawet,Bangkok 10250 Thailand）
- EK USA,inc